# Papstprimat
Als Papstprimat (der oder das; lat. prīmatus: Vorrang, Vorzug), Primat des Papstes oder Petrusprimat bezeichnet man den vom Papsttum der römisch-katholischen Kirche beanspruchten Vorrang als Führer des gesamten Christentums. Dieser Anspruch wurde seit dem 3. Jahrhundert auf die Überlieferung der römischen Gemeinde zurückgeführt, der Apostel Simon Petrus sei der erste Bischof von Rom gewesen und habe dort das Martyrium erlitten; daraus wurde über eine ununterbrochene apostolische Sukzession die Autorität der römischen Kathedra abgeleitet. Die theoretische und praktische Ausformung des Primats geschah in einer jahrhundertelangen Entwicklung, die unter anderem Gegenstand der Kirchenspaltungen des Morgenländischen Schismas und der Reformation war. Katholischerseits kam diese Entwicklung mit dem Ersten Vatikanischen Konzil 1870 zum Abschluss, bei dem der Papstprimat als höchste Rechtsgewalt (Jurisdiktionsprimat) und höchste Lehrvollmacht (suprema quoque magisterii potestas; Unfehlbarkeit in Lehrentscheidungen ex cathedra) in der Kirche dogmatisch definiert wurde.

## Römisch-katholische Definition
Das Erste Vatikanische Konzil (1869 bis 1870) definierte den Jurisdiktionsprimat folgendermaßen:

„Wer also sagt, der römische Bischof habe nur das Amt einer Aufsicht oder Leitung und nicht die volle und oberste Gewalt der Rechtsbefugnis über die ganze Kirche – und zwar nicht nur in Sachen des Glaubens und der Sitten, sondern auch in dem, was zur Ordnung und Regierung der über den ganzen Erdkreis verbreiteten Kirche gehört –; oder wer sagt, er habe nur einen größeren Anteil, nicht aber die ganze Fülle dieser höchsten Gewalt, oder diese seine Gewalt sei nicht ordentlich und unmittelbar, ebenso über die gesamten und die einzelnen Kirchen wie über die gesamten und einzelnen Hirten und Gläubigen, der sei ausgeschlossen.“

In Can. 331 des Codex Iuris Canonici von 1983 lautet die Definition:

„Der Bischof der Kirche von Rom, in dem das vom Herrn einzig dem Petrus, dem Ersten der Apostel, übertragene und seinen Nachfolgern zu vermittelnde Amt fortdauert, ist Haupt des Bischofskollegiums, Stellvertreter Christi und Hirte der Gesamtkirche hier auf Erden, deshalb verfügt er kraft seines Amtes in der Kirche über höchste, volle, unmittelbare und universale ordentliche Gewalt, die er immer frei ausüben kann.“

## Neutestamentliche Begründung
Als erster Papst begründete Stephan I. Mitte des 3. Jahrhunderts den Führungsanspruch des Bischofs von Rom mit dem so genannten „Felsenwort“ Mt 16,18f :

„Du bist Petrus, und auf diesen Felsen werde ich meine Kirche bauen, und die Mächte der Unterwelt werden sie nicht überwältigen. Ich werde dir die Schlüssel des Himmelreichs geben; was du auf Erden binden wirst, das wird auch im Himmel gebunden sein, und was du auf Erden lösen wirst, das wird auch im Himmel gelöst sein.“

Ob es sich um ein „echtes“ Jesuswort handelt, ist ebenso umstritten wie der Bezug und die Bedeutung des Wortspiels Petrus und Petra („Fels“, „Stein“). Angenommen wird oft, dass dieses Wort eine Leitungsfunktion des Apostels Petrus in der Jerusalemer Urgemeinde spiegele. Es ist neben Mt 18,17  die einzige Stelle in den Evangelien, an der das Wort Ekklesia vorkommt.
Einige protestantische Autoren vertreten die Ansicht, Jesus Christus habe Petra nicht auf ein Leitungsamt des Petrus, sondern auf sein zuvor geäußertes Messiasbekenntnis bezogen, also den Glauben an Jesus Christus zum Fundament der Gemeinde erklärt. Er selbst sei also der Felsen, auf den diese gebaut sei. Dazu wird oft auf 1 Kor 3,11  verwiesen: „einen anderen Grund kann niemand legen als den, der gelegt ist: Jesus Christus.“ Einige Autoren meinen, dass Jesus hier nicht von Petrus spreche, sondern von „Offenbarung“. Diese sei der Fels der Kirche, nicht der Apostel Petrus. Dazu verweisen sie auf Mt 16,17 : „Selig bist du, Simon Barjona; denn nicht Fleisch und Blut haben dir das offenbart, sondern mein Vater im Himmel.“ Jesus mache im folgenden Vers 18 von einem Wortspiel Gebrauch, indem er Petrus Kephas nenne, was übersetzt Fels bedeutet. So führe Jesus hier den Namen Petrus als Gleichnis an, um sich dann auf den Vers zuvor zu beziehen. Zur Begründung des seelsorgerlichen Petrusprimats wird oft auch Joh 21,15ff  herangezogen, wo Jesus Petrus auffordert: „Weide meine Lämmer […] weide meine Schafe“.

## Historische Entwicklung

### Frühe Kirche
In der Frühzeit der Kirche bildeten sich, der römischen Verwaltungsstruktur entsprechend, fünf Patriarchate heraus. Das römische Patriarchat deckte dabei das gesamte Gebiet des Weströmischen Reiches ab.
Die frühe Kirche gestand dem Patriarchat von Rom gegenüber den anderen Patriarchaten einen Ehrenprimat oder „Primat der Liebe“ zu – eine Ehrenstellung im Sinne eines Primus inter pares („Erster unter Gleichen“), die aber weder einen qualitativ höheren Rang beinhaltete noch das Recht, ungefragt in die inneren Angelegenheiten anderer Patriarchate einzugreifen.
Die römische Gemeinde war in den ersten Jahrhunderten als Gemeinde der Hauptstadt allgemein geachtet. Sie besaß der Überlieferung nach die Gräber der „Apostelfürsten“ Paulus und Petrus. Die Petrusverheißung gemäß Matthäus 16,18 wird jedoch in der ganzen christlichen Literatur der ersten Jahrhunderte nur einmal zitiert: bei Tertullian, der die Stelle aber nur auf Petrus, nicht auf Rom bezieht.
Der römische Bischof Viktor I. (189–199) exkommunizierte ganz Kleinasien wegen des Ostertermins, wurde dabei aber von den übrigen Bischöfen, insbesondere von Irenäus von Lyon, zurückgewiesen. Daneben exkommunizierte Viktor Theodotos von Byzanz aus theologischen Gründen und enthob den gnostischen Priester Florinus seines Amtes; daneben verurteilte er den sogenannten Adoptianismus. Viktor nahm so die Jurisdiktionsgewalt auch für andere Gemeinden mehrmals in Anspruch, so dass sein Primatsanspruch geschichtlich dokumentiert ist.
Der erste römische Bischof, der sich auf die Petrusverheißung berief, war Stephan I. (254–257) in der Auseinandersetzung mit Cyprian von Karthago, doch er konnte sich damit nicht gegen Cyprian und die Bischöfe von Alexandria und Caesarea durchsetzen.
Ein westliches Konzil in Serdica 343 gestattete abgesetzten Bischöfen die Appellation nach Rom. Der Entscheid wurde von Julius I. (337–352) als Beschluss von Nicäa (325) ausgegeben, ist dort aber nirgends erwähnt. Damasus I. (366–384) interpretierte als erster die Petrusverheißung juristisch, um für die römische Kirche eine Monopolstellung zu begründen. De facto hatte jedoch sein Zeitgenosse Ambrosius, der Bischof von Mailand, wesentlich mehr Einfluss in der Kirche. Der Nachfolger des Damasus, Siricius (384–399), nannte seine Statuta „apostolisch“ und übernahm im Verkehr mit den übrigen Kirchen den Amtsstil der kaiserlichen Kanzlei.
Das erste Konzil von Konstantinopel 381 wies dem Bischof von Neu-Rom (Konstantinopel) den zweiten Rang nach dem Roms zu. Bonifatius I. (418–422) verbot weitere Appellationen nach einem Entscheid von Rom und bezeichnet Rom als apostolicum culmen, die apostolische Spitze. Sein Zeitgenosse Augustinus von Hippo wusste jedoch nichts vom Jurisdiktionsprimat Roms, für ihn wie für die übrige damalige Kirche war das ökumenische Konzil die höchste Instanz.
Im Konzil von Ephesos von 431, dem dritten ökumenischen Konzil, wurde Papst Coelestin I. von einer dreiköpfigen römischen Delegation als Nachfolger von Petrus dem Haupt der Apostel bezeichnet, dies fand jedoch in den Konzilskanones keinen Widerhall. Leo der Große (440–461) arbeitete die römische Primatsidee voll aus, begründet durch Matthäus 16,18 und das römische Erbrecht. Im Konzil von Chalcedon 451 wurde jedoch dem Patriarchat von Konstantinopel der gleiche Primat zuerkannt wie der alten Reichshauptstadt – Leo, selbst in Chalcedon nicht anwesend, erkannte das Konzil erst zwei Jahre später an.
Gregor der Große (590–604) wird im ersten Vatikanischen Konzil als höchster und universaler Hirte zitiert. Im Zusammenhang schrieb er jedoch an den Patriarchen Eulogios von Alexandria: „Ich habe nicht befohlen, sondern auf das, was mir nützlich erschien, hinzuweisen versucht […] Ich halte nicht das für eine Ehre, von dem ich weiß, dass es meinen Brüdern die Ehre raubt. Meine Ehre ist die Ehre der ganzen Kirche. Meine Ehre ist die feste Kraft meiner Brüder. Dann werde ich wahrhaft geehrt, wenn einem jeden von ihnen die schuldige Ehre nicht verwehrt wird.“ Im ersten vatikanischen Konzil wurde nur der kursiv gesetzte Teil aufgeführt.

### Mittelalter
Als Gegendienst für die Krönung zum fränkischen König schenkte Pippin angeblich dem Papst das von den Langobarden zurückeroberte Exarchat Ravenna und weitere Ländereien (sogenannte Pippinische Schenkung): Die Krönung eines westlichen Kaisers im Jahr 800 gab dem Papst einen weiteren Prestigegewinn und Einfluss auf die fränkische „Reichskirche“.
Das nur von der katholischen Kirche anerkannte, während des Photius-Schismas von Papst Nikolaus I. einberufene vierte Konzil von Konstantinopel stellte im Jahr 869 fest:
„Und da der Ausspruch unseres Herrn Jesus Christus nicht unerfüllt bleiben kann: ‚Du bist Petrus, und auf diesen Felsen will ich meine Kirche bauen‘, so bewahrheitet sich dieses Wort durch dessen Auswirkungen: denn beim Apostolischen Stuhl wurde die katholische Religion stets unversehrt bewahrt und die heilige Lehre verkündet. Von seinem Glauben und seiner Lehre wollen wir niemals getrennt sein werden, und wir hoffen, dass wir würdig sind, in der einen Gemeinschaft zu leben, die der Heilige Stuhl verkündet.“
Zehn Jahre später wurde beim gesamtkirchlichen, auch von Johannes VIII. approbierten Konzil von 879 in Konstantinopel die Jurisdiktion des Papstes für den Westen voll anerkannt, für die übrigen Patriarchate aber klar abgelehnt.

Die sich seit Jahrhunderten abzeichnende Entfremdung zwischen der westlich-lateinischen und östlich-byzantinischen Kirche verfestigte sich im Jahre 1054, als sich der päpstliche Gesandte Humbert von Silva Candida und der Patriarch von Konstantinopel, Michael I. Kerularios, gegenseitig exkommunizierten und damit letztlich die Spaltung in eine katholische und orthodoxe Kirche herbeiführten. Neben theologischen Auseinandersetzungen wie dem sogenannten Azymenstreit über die Verwendung von gesäuertem oder ungesäuertem Brot im Rahmen des Eucharistiesakraments spielten unterschiedliche Auffassungen über die Reichweite des römischen Primatsanspruchs Leos IX. eine entscheidende Rolle. Die Bedeutung der Primatsfrage 1054 darf allerdings als Erklärung für die sich vollziehende Spaltung der Kirche nicht überbetont werden: Aus historischer Sicht erweist sich vielmehr die Plünderung Konstantinopels durch christliche Kreuzfahrer im Jahre 1204 als bedeutendere Zäsur. 
Nikolaus II. (1058–1073) ließ sich als erster Papst mit der Tiara krönen. Gregor VII. (Hildebrand) verfasste den Dictatus Papae, 27 Lehrsätze über den Primat des Papstes, die er auch – beispielsweise im Investiturstreit – in die Praxis umsetzte (sie blieben aber der zeitgenössischen Öffentlichkeit unbekannt). Darin heißt es:
„I. Die römische Kirche wurde allein durch den Herrn gegründet.
II. Nur der römische Bischof wird zu Recht universal genannt.
III. Sein Bevollmächtigter steht in einem Konzil über allen Bischöfen, selbst wenn er ihnen durch seine Weihe unterlegen ist, und er kann gegen sie eine Absetzungsformel aussprechen.
IX. Der Papst ist der einzige Mensch, dem alle Fürsten die Füße küssen.
X. Er ist der einzige, dessen Name in allen Kirchen ausgesprochen wird.
XII. Er kann Kaiser absetzen.
XVII. Keine allgemeine Synode kann ohne seine Zustimmung ausgesprochen werden.
XVIII. Sein Urteil darf von niemandem verändert werden, und nur er kann die Urteile aller abändern.
XIX. Er darf von niemandem gerichtet werden.
XXI. Alle causae maiores jeder Kirche müssen ihm vorgetragen werden.“
Innozenz III. (1198–1216) erließ die Bulle Venerabilem, die dem Papst das Recht zusprach, Könige zu wählen und auch das Recht zu entscheiden, ob sie qualifiziert seien oder nicht. Auf dem vierten Laterankonzil proklamierte er, der päpstliche Primat sei von der gesamten Antike anerkannt worden.
Das zweite Konzil von Lyon unter Gregor X. erklärte im Jahr 1274:
„Die Heilige Römische Kirche besitzt den höchsten und vollen Primat und die Herrschaft über die gesamte katholische Kirche. Sie ist in Wahrheit und Demut bewußt, dass sie diesen Primat vom Herrn selbst – im heiligen Petrus, dem Fürst und Haupt der Apostel, dessen Nachfolger der Römische Papst ist – mit der Fülle der Gewalt erhalten hat. Und wie sie vor allen anderen zur Verteidigung der Glaubenswahrheiten verpflichtet ist, so müssen auch alle auftauchenden Fragen über den Glauben durch ihr Urteil entschieden werden.“
Trotz Druck des Kaisers wurden die Beschlüsse des Konzils in der Ostkirche nicht anerkannt. Bonifatius VIII. erließ im Zusammenhang mit seinem Konflikt mit Philipp IV. dem Schönen 1302 die Bulle Unam Sanctam. Sie stellte den Höhepunkt päpstlichen Machtanspruchs dar und bewog den französischen König dazu, den Papst noch im gleichen Jahr arrestieren zu lassen, um die Unabhängigkeit der weltlichen Gewalt zu demonstrieren.
„Aber diese Autorität, obwohl sie einem Menschen gegeben und von einem Menschen ausgeübt wird, ist nicht menschlich sondern göttlich und wurde durch das Göttliche Wort an Petrus selbst und in ihm an seine Nachfolger gegeben, Petrus, den der Herr als festen Felsen bestätigte, als er ihm sagte? Was immer du auf Erden binden wirst (Mt 16,19 ). Deshalb, wer immer sich dieser von Gott eingesetzten Macht widersetzt, widersetzt sich Gott (siehe Röm 13,2 ). Im weiteren erklären, definieren und proklamieren wir, dass es für jedes menschliche Geschöpf schlechthin eine Frage der Heilsnotwendigkeit ist, sich an den römischen Pontifex zu halten.“ (Porro subesse Romano Pontifici omni humanae creaturae declaramus, dicimus, definimus et pronuntiamus omnino esse de necessitate salutis.)
Das Konzil von Konstanz erklärte zwar 1415 im Dekret Haec sancta, dass das Konzil über dem Papst stehe (siehe Konzil von Konstanz), auf dem fünften Laterankonzil 1516 erklärte Leo X. jedoch: „Der zur Zeit existierende römische Pontifex, der die Autorität über alle Konzilien besitzt …“ Die Allgemeingültigkeit dieses Papstkonzils wurde jedoch schon damals bestritten, da es praktisch nur von Italienern und Kurienkardinälen besucht war.

## Sicht anderer Kirchen
In der Alten Kirche war der Vorrang des Bischofs von Rom allgemein anerkannt, so zum Beispiel in Kanon III des Ersten Konzils von Nizäa oder Kanon XXXVI des Konzils von Trullo. Allerdings wurde unter diesem Vorrang der Ehrenplatz eines primus inter pares verstanden, der keinerlei Jurisdiktion über andere Patriarchate einschloss. Das ist bis in die Gegenwart die Haltung der orthodoxen Kirchen. So sagte Nicetas, der Erzbischof von Nikomedien 1154 an einer Disputation zu Anselm von Havelberg:

„We do not deny to the Roman Church the primacy amongst the five sister patriarchates; and we recognize her right to the most honorable seat at an ecumenical council. But she has separated herself from us by her own deeds, when through pride she assumed a monarchy which does not belong to her office … How shall we accept decrees from her that have been issued without consulting us and even without our knowledge? If the Roman Pontiff, seated on the lofty throne of his glory, wishes to thunder at us and, so to speak, hurl his mandates at us from on high, and if he wishes to judge us and even to rule us and our churches, not by taking counsel with us but at his own arbitrary pleasure, what kind of brotherhood, or even what kind of parenthood can this be? We should be the slaves, not the sons, of such a church, and the Roman see would not be the pious mother of sons but a hard and imperious mistress of slaves.“

„Wir verweigern der römischen Kirche nicht den Primat unter den fünf Schwesterpatriarchaten, und wir erkennen ihr Recht auf den Ehrenplatz an einem ökumenischen Konzil an. Aber sie hat sich durch ihre Taten von uns getrennt, als sie aus Stolz eine Monarchie behauptete, die ihrem Amt nicht zukommt […] Wie können wir Dekrete von ihr annehmen, die herausgegeben wurden, ohne uns zu konsultieren und sogar ohne unser Wissen? Wenn der römische Pontifex auf dem hohen Throne seines Ruhms sitzend uns anzudonnern und von oben herab seine Befehle gegen uns zu schleudern wünscht, wenn er über uns zu richten und uns und unsere Kirchen zu beherrschen wünscht, nicht indem er mit uns berät sondern nach seinem willkürlichen Belieben, was für eine Art von Bruderschaft oder sogar Vaterschaft kann das sein? Wir wären die Sklaven, nicht die Söhne einer solchen Kirche, und der römische Stuhl wäre nicht die fromme Mutter von Söhnen, sondern eine harte, anmassende Gebieterin von Sklaven.“

Außerhalb der römisch-katholischen Kirche wird Matthäus 16,18f nur auf den Apostel Petrus oder, im Zusammenhang mit der Parallelstelle Mt 18,18 , auf alle Apostel, alle Kleriker oder alle Christen bezogen. Die Lehre, dass der Bischof von Rom einziger Rechtsnachfolger Petri sei und daher diese Leitungsfunktion über die ganze Kirche „erbe“, wird nur von der römisch-katholischen Kirche vertreten. Ein „Petrusamt“ im Dienst der Einheit der Kirchen halten auch manche nicht-römisch-katholische Theologen für wünschenswert. Jurisdiktionsprimat und absolute Lehrvollmacht (Unfehlbarkeit), wie sie der Papst in der römisch-katholischen Kirche ausübt, werden aber entschieden abgelehnt und als Hindernis zur Einheit der Kirchen angesehen.
Einige Katholiken lehnten den auf dem Ersten Vatikanischen Konzil als Dogma von der Unfehlbarkeit des Papstes und Jurisdiktionsprimat definierten Papst-Primat und den daraus resultierenden alleinigen Führungsanspruch ab. Sie schlossen sich zusammen und vereinigten sich mit dem Erzbistum Utrecht zur Utrechter Union der Altkatholischen Kirchen.

## Einzelbelege
1. ↑  Zitiert nach: Imperious Mistress? An Orthodox archbishop on the Catholic pope. In: Christianity Today. 1. April 1997, archiviert vom Original am 26. Dezember 2005; abgerufen am 1. November 2016 (englisch).
2. ↑  Manfred Kock: Das Papstamt aus evangelischer Perspektive. Vortrag in der Karl-Rahner-Akademie zu Köln. In: ekd.de. 4. September 2001, archiviert vom Original am 9. Februar 2007; abgerufen am 11. September 2019.